# Enric Martí i Muntaner
Enric Martí i Muntaner (Vilanova i la Geltrú, Garraf, 1889 - Buenos Aires, 1954) fou un poeta català. Emigrà molt jove a l'Argentina i visqué molts anys a la Pampa, on el 1936 traduí al català, en vers, el poema nacional argentí Martín Fierro de José Hernández, i el 1956 Santos Vega, de Rafael Obligado. Col·laborà a les revistes catalanes Ressorgiment i Catalunya de Buenos Aires. Escrigué Passen els bàrbars (1938) un poemari antifeixista.